# Mistrzostwa Świata Juniorów w Narciarstwie Alpejskim 1992
11. Mistrzostwa świata juniorów w narciarstwie alpejskim odbyły się w dniach 25 lutego - 1 marca 1992 r. w słoweńskim Mariborze. Rozegrano po 5 konkurencji dla kobiet i mężczyzn. W klasyfikacji medalowej triumfowała reprezentacja Szwecji, której zawodnicy zdobyli też najwięcej medali, sześć, w tym 4 złote, 1 srebrny i 1 brązowy. 

## Wyniki
| Pozycja | Zawodnik        | Narodowość    | Czas    |
| ------- | --------------- | ------------- | ------- |
|         | Michael Makar   | USA           | 1:19,48 |
|         | Josef Strobl    | Austria       | 1:19,53 |
|         | Wolfgang Rieder | Niemcy        | 1:19,57 |
|         | Tobias Hellman  | Szwecja       | 1:19,57 |
| 5.      | Peter Pen       | Słowenia      | 1:19,64 |
| 5.      | Jürgen Hasler   | Liechtenstein | 1:19,64 |

| Pozycja | Zawodniczka           | Narodowość | Czas    |
| ------- | --------------------- | ---------- | ------- |
|         | Céline Dätwyler       | Szwajcaria | 1:21,68 |
|         | Alexandra Meissnitzer | Austria    | 1:22,24 |
|         | Swietłana Nowikowa    | Rosja      | 1:22,29 |
| 4.      | Barbara Raggl         | Austria    | 1:22,38 |
| 5.      | Michaela Dorfmeister  | Austria    | 1:22,43 |
| 6.      | Morena Gallizio       | Włochy     | 1:22,58 |

| Pozycja | Zawodnik        | Narodowość    | Czas    |
| ------- | --------------- | ------------- | ------- |
|         | Tobias Hellman  | Szwecja       | 1:08,11 |
|         | Josef Strobl    | Austria       | 1:08,77 |
|         | Jürgen Hasler   | Liechtenstein | 1:09,11 |
| 4.      | Michel Stuffer  | Włochy        | 1:09,14 |
| 5.      | Wolfgang Rieder | Niemcy        | 1:09,19 |
| 6.      | Gašper Kontrec  | Słowenia      | 1:09,25 |

| Pozycja | Zawodniczka           | Narodowość | Czas    |
| ------- | --------------------- | ---------- | ------- |
|         | Regina Häusl          | Niemcy     | 1:20,66 |
|         | Morena Gallizio       | Włochy     | 1:21,32 |
|         | Alexandra Meissnitzer | Austria    | 1:21,35 |
| 4.      | Hilde Gerg            | Niemcy     | 1:21,77 |
| 5.      | Caroline Gedde-Dahl   | Norwegia   | 1:21,84 |
| 6.      | Špela Pretnar         | Słowenia   | 1:21,96 |

| Pozycja | Zawodnik         | Narodowość | Czas    |
| ------- | ---------------- | ---------- | ------- |
|         | Michel Stuffer   | Włochy     | 2:04,26 |
|         | Tobias Hellman   | Szwecja    | 2:04,56 |
|         | Torbjørn Søgaard | Norwegia   | 2:05,04 |
| 4.      | Tomas Bergamelli | Włochy     | 2:05,22 |
| 4.      | Oliver Riederer  | Włochy     | 2:05,22 |
| 6.      | Pierre Violon    | Francja    | 2:05,84 |

| Pozycja | Zawodniczka              | Narodowość | Czas    |
| ------- | ------------------------ | ---------- | ------- |
|         | Regina Häusl             | Niemcy     | 1:56,37 |
|         | Špela Pretnar            | Słowenia   | 1:56,60 |
|         | Lea Ribarič              | Słowenia   | 1:56,65 |
| 4.      | Martina Ertl             | Niemcy     | 1:56,79 |
| 5.      | Christiane Mitterwallner | Austria    | 1:56,89 |
| 6.      | Erika Hansson            | Szwecja    | 1:57,14 |

| Pozycja | Zawodnik           | Narodowość | Czas    |
| ------- | ------------------ | ---------- | ------- |
|         | Tobias Hellman     | Szwecja    | 1:13,55 |
|         | Didier Plaschy     | Szwajcaria | 1:13,76 |
|         | Kilian Albrecht    | Austria    | 1:14,48 |
| 4.      | Leo Püntener       | Szwajcaria | 1:14,60 |
| 5.      | Lars Ohlsson       | Szwecja    | 1:14,81 |
| 6.      | Heinz Schilchegger | Austria    | 1:15,13 |

| Pozycja | Zawodniczka           | Narodowość      | Czas    |
| ------- | --------------------- | --------------- | ------- |
|         | Urška Hrovat          | Słowenia        | 1:17,03 |
|         | Christel Pascal       | Francja         | 1:17,75 |
|         | Edith Rozsa           | Kanada          | 1:17,77 |
| 4.      | Kristina Koznick      | USA             | 1:17,79 |
| 5.      | Emma Carrick-Anderson | Wielka Brytania | 1:17,83 |
| 5.      | Morena Gallizio       | Włochy          | 1:18,26 |

| Pozycja | Zawodnik       | Narodowość | Punkty |
| ------- | -------------- | ---------- | ------ |
|         | Tobias Hellman | Szwecja    |        |
|         | Didier Plaschy | Szwajcaria |        |
|         | Gaëtan Llorach | Francja    |        |

| Pozycja | Zawodniczka     | Narodowość | Punkty |
| ------- | --------------- | ---------- | ------ |
|         | Erika Hansson   | Szwecja    |        |
|         | Mojca Suhadolc  | Słowenia   |        |
|         | Špela Pretnar   | Słowenia   |        |
| 4.      | Martina Ertl    | Niemcy     |        |
| 5.      | Urška Hrovat    | Słowenia   |        |
| 5.      | Morena Gallizio | Włochy     |        |

## Klasyfikacja medalowa
| Miejsce | Państwo           |   |   |   | złoto · srebro · brąz |
| ------- | ----------------- | - | - | - | --------------------- |
| 1.      | Szwecja           | 4 | 1 | 1 | 6                     |
| 2.      | Niemcy            | 2 | 0 | 1 | 3                     |
| 3.      | Słowenia          | 1 | 2 | 2 | 5                     |
| 4.      | Szwajcaria        | 1 | 2 | 0 | 3                     |
| 5.      | Włochy            | 1 | 1 | 0 | 2                     |
| 6.      | Stany Zjednoczone | 1 | 0 | 0 | 1                     |
| 7.      | Austria           | 0 | 3 | 2 | 5                     |
| 8.      | Francja           | 0 | 1 | 1 | 2                     |
| 9.      | Kanada            | 0 | 0 | 1 | 1                     |
|         | Liechtenstein     | 0 | 0 | 1 | 1                     |
|         | Norwegia          | 0 | 0 | 1 | 1                     |
|         | Rosja             | 0 | 0 | 1 | 1                     |